# MDN Web Docs
MDN Web Docs, precedentemente Mozilla Developer Network e ancora prima noto come Mozilla Developer Center, è il sito ufficiale di Mozilla per la documentazione di sviluppo di standard web e progetti Mozilla.

## Caratteristiche
MDN Web Docs è una risorsa per sviluppatori, mantenuto dalla comunità di sviluppatori e ospita molti documenti su un'ampia varietà di argomenti, come: HTML5, JavaScript, CSS, Web APIs, Node.js, WebExtensions and MathML.
Per gli sviluppatori web, MDN fornisce documentazione su argomenti come la creazione di app mobile HTML5, creazione di componenti aggiuntivi per dispositivi mobili e di app che supportano la localizzazione.

## Storia
Il progetto (originariamente chiamato Mozilla Developer Center) è stato avviato nel 2005, inizialmente guidato da Deb Richardson, dipendente di Mozilla Corporation.
Gli sforzi della documentazione sono stati condotti da Eric Shepherd dal 2006.
Il contenuto iniziale del il sito era fornito da DevEdge, per il quale Mozilla Foundation ottenne una licenza da AOL. Attualmente il sito contiene un mix di contenuti migrati da DevEdge e mozilla.org, oltre a contenuti originali più aggiornati. Anche la documentazione è stata migrata da XULPlanet.com.
MDN ha un forum di discussione e un canale IRC #MDN sulla rete IRC di Mozilla. MDN è finanziato da Mozilla Corporation con server e dipendenti.